# Кирей-Муксут
Кирей-Муксут — посёлок в Нижнеудинском районе Иркутской области, входит в состав Порогского муниципального образования.

## География
Поселок находится на расстоянии 33 км к юго-востоку от города Нижнеудинск, административного центра района.

## Население
| 2002 | 2010 | 2011 | 2012 |
| ---- | ---- | ---- | ---- |
| 110  | ↘40  | →40  | ↘39  |